# کاپالوا (هاوایی)
کاپالوا (به انگلیسی: Kapalua) یک منطقهٔ مسکونی در ایالات متحده آمریکا است که در هاوایی واقع شده‌است. کاپالوا ۱۵٫۱ کیلومتر مربع مساحت و ۳۵۳ نفر جمعیت دارد و ۶۳ متر بالاتر از سطح دریا واقع شده‌است.